# Des animaux et des pharaons
Des animaux et des pharaons est une exposition temporaire ouverte du 5 décembre 2014 au 9 mars 2015 dans la galerie des expositions temporaires du Louvre-Lens, en France. Elle est consacrée à l'Égypte antique, et plus particulièrement à la relation avec les animaux.
Cette exposition, qui succède à Les Désastres de la guerre, présente plus de 430 pièces.

## Description
Des animaux et des pharaons prend place dans la galerie des expositions temporaires du Louvre-Lens du 4 décembre 2014 au 9 mars 2015, elle succède à l'exposition Les Désastres de la guerre qui s'est déroulée du 28 mai au 23 septembre 2014.
L'exposition présente l'évolution de la perception occidentale du culte zoomorphe. Au XIXe siècle Daumier croque les Égyptiens avec des têtes de cochons ou de cigogne. Puis avec l'avènement de l’égyptologie scientifique, il devient clair que cette vénération servait à créer des liens avec le monde invisible en utilisant le symbolisme animal. Par exemple : 
- le dieu Thot, patron des scribes et inventeur du langage était associé au babouin, dont le système de communication est très élaboré.
- le chacal, qui enterre ses proies, est associé à Anubis, gardiens du passage dans l'au-delà.

Au fil des temps, un glissement s'est opéré, et les Égyptiens ont fini par vouer un culte à l'animal comme une incarnation du divin. 

### Commissariat scientifique
Hélène Guichard, conservatrice en chef du département des Antiquités égyptiennes, est commissaire de l'exposition.

### Restauration d'œuvres
Le musée annonce que « des aquarelles, des amulettes et la grande momie de crocodile du Louvre » seront restaurées dans un atelier « visible et visitable » du Louvre-Lens.

## Liste des œuvres
Plus de 430 œuvres doivent être présentées : vases canopes, chat, ibis, crocodiles, lions, girafes ...et la faune de l’Égypte antique.